# Ca l'Olesti
Ca l'Olesti és una obra del municipi de Porrera (Priorat) inclosa en l'Inventari del Patrimoni Arquitectònic de Catalunya.

## Descripció
Edifici de planta trapezoïdal, bastit de maçoneria i obra, arrebossada i pintada, de planta baixa, pis i golfes i cobert per un terrat i teulada a dos vessants. Disposa de tres façanes, la principal de les quals disposa de dues portes i dues finestres a la planta baixa, sis balcons al primer pis, i dues balconades dobles i senzilles alternades i una galeria de 12 arquets a les golfes. Les altres façanes disposen de dues finestres i dos balcons a nivell baix i primer respectivament i de 4 finestres, igual disposició de balcons al pis i una galeria de 13 arquets. La portalada, és d'arc rebaixat.

## Història
La construcció, bastida al principi del barri dit de la "Barceloneta" correspon a una segona generació d'edificis i conserva un cert aire senyorívol i una correcta distribució formal.